# Aušra Augustinavičiūtė
Aušra Augustinavičiūtė (ur. 4 kwietnia 1927, zm. 19 września 2005) – litewska psycholog, autorka licznych teorii naukowych i odkryć w dziedzinie psychologii, twórczyni socjoniki. 

## Życiorys
Aušra Augustinavičiūtė urodziła się niedaleko Kowna. W 1956 ukończyła ekonomię na Uniwersytecie Wileńskim. Pracowała w Ministerstwie Finansów Litewskiej Socjalistycznej Republiki Radzieckiej oraz jako wykładowca ekonomii politycznej w wileńskich placówkach edukacyjnych.  
W latach 60. XX wieku jako jedna z pierwszych w ówczesnym ZSRR zaczęła studiować socjologię, która wówczas z powodów politycznych była traktowana w ZSRR bardziej jako paranauka  niż przedmiot akademicki. W latach 70. XX wieku zaznajomiła się z teoriami Carla Junga i w oparciu o nie zaczęła rozwijać własne teorie. 
Jej prace naukowe z dziedziny psychologii, z wyjątkiem kilku, nie były publikowane w czasach sowieckich, jednakże znalazły uznanie oraz kontynuatorów i naśladowców w latach 90. XX wieku.